# Lijst van Brusselse ministers van Ambtenarenzaken
Dit is een lijst van ministers van Ambtenarenzaken in de Brusselse Hoofdstedelijke Regering. 

## Lijst
| Nr. | Minister | Minister                  | Partij | Partij   | Begin             | Einde             | Regering(en)                  | Bevoegdheid                    |
| --- | -------- | ------------------------- | ------ | -------- | ----------------- | ----------------- | ----------------------------- | ------------------------------ |
| 1   |          | Jos Chabert (1933-2014)   |        | CVP      | 12 juli 1989      | 23 juni 1995      | Picqué I                      | Ambtenarenzaken                |
| 2   |          | Rufin Grijp (1938-2006)   |        | SP       | 23 juni 1995      | 14 juli 1999      | Picqué II                     | Regionale Ambtenarenzaken      |
| 3   |          | Annemie Neyts (1944)      |        | VLD      | 14 juli 1999      | 18 oktober 2000   | Simonet I                     | Ambtenarenzaken                |
| S   |          | Robert Delathouwer (1953) |        | SP/sp.a  | 14 juli 1999      | 15 september 2003 | Simonet I, de Donnea, Ducarme | Ambtenarenzaken                |
| 4   |          | Guy Vanhengel (1958)      |        | VLD      | 18 oktober 2000   | 18 februari 2004  | de Donnea, Ducarme            | Ambtenarenzaken                |
| S   |          | Pascal Smet (1967)        |        | sp.a     | 15 september 2003 | 19 juli 2004      | Ducarme, Simonet II           | Ambtenarenzaken                |
| S   |          | Brigitte Grouwels (1953)  |        | CD&V     | 19 juli 2004      | 16 juli 2009      | Picqué III                    | Ambtenarenzaken                |
| S   |          | Bruno De Lille (1973)     |        | Groen(!) | 16 juli 2009      | 20 juli 2014      | Picqué IV, Vervoort I         | Openbaar Ambt/ Ambtenarenzaken |
| (4) |          | Guy Vanhengel (1958)      |        | Open Vld | 7 mei 2013        | 20 juli 2014      | Vervoort I                    | Ambtenarenzaken                |
| 5   |          | Rudi Vervoort (1958)      |        | PS       | 20 juli 2014      | 18 juli 2019      | Vervoort II                   | Openbaar Ambt                  |
| S   |          | Fadila Laanan (1967)      |        | PS       | 20 juli 2014      | 18 juli 2019      | Vervoort II                   | Openbaar Ambt                  |
| 6   |          | Sven Gatz (1967)          |        | Open Vld | 18 juli 2019      | heden             | Vervoort III                  | Openbaar Ambt                  |